# Jane's Defence Weekly
Jane's Defence Weekly (JDW) est un magazine hebdomadaire britannique qui publie des articles sur des affaires militaires et corporatives. C'est l'un des magazines militaires nommés d'après Fred T. Jane, un Anglais qui a publié Jane's All the World's Fighting Ships en 1898, un ouvrage sur les navires de combat. Le magazine appartient à Jane's Information Group, qui a été acheté par IHS en 2007,.